# Liste der denkmalgeschützten Objekte in Großmugl
Die Liste der denkmalgeschützten Objekte in Großmugl enthält die 24 denkmalgeschützten, unbeweglichen Objekte der niederösterreichischen Marktgemeinde Großmugl im Bezirk Korneuburg.

## Denkmäler
| Foto |                 | Denkmal                                                                 | Standort                                            | Beschreibung | Metadaten |
| ---- | --------------- | ----------------------------------------------------------------------- | --------------------------------------------------- | --- | --- |
| ja   | Datei hochladen | Ortskapelle hl. Laurentius HERIS-ID: 4338 Objekt-ID: 181                | Füllersdorf 29, neben Standort KG: Füllersdorf      | Die Ortskapelle hl. Laurentius in Füllersdorf ist ein schlichter Bau von 1848 mit Halbkreisapsis, Flachbogenfenstern und einem giebelartigen Attikaaufsatz mit Dachreiter und Pyramidenhelm. Innen ist eine moderne Flachdecke aus Holz zu sehen. | BDA-Hist.: Q37864589 Status: § 2a Stand der BDA-Liste: 2025-06-30 Name: Ortskapelle hl. Laurentius GstNr.: 58 Ortskapelle Füllersdorf, Gemeinde Großmugl |
| ja   | Datei hochladen | Jagdschloss Glaswein HERIS-ID: 4346 Objekt-ID: 189                      | Glaswein 1 (Schloss) Standort KG: Glasweiner Wald   | Das spätbarocke Jagdschloss in Glaswein, nahe der Bezirksgrenze inmitten des Glasweiner Waldes gelegen, wurde um 1760 von den Grafen von Sinzendorf errichtet. Der zweigeschoßige, breitgelagerte Bau wird von einem gestuften Walmdach gedeckt. Garten- und Hoffassade sind gleichartig gestaltet. Die 15-achsige Fassade hat einen leicht vorgezogenen, dreiachsigen Mittelrisalit mit bekrönendem Dreieckgiebel, in dessen Giebelfeld das Wappen der Vrints zu sehen ist. Die drei Mittelfenster des zweiten Geschoßes führen auf einen Balkon mit schmiedeeisernen Gittern auf Konsolen. Das Schloss ist durch ein gedrücktes Rundbogenportal und ein seitlich davon gelegenes Fußgängerportal zugänglich. | BDA-Hist.: Q18412896 Status: Bescheid Stand der BDA-Liste: 2025-06-30 Name: Jagdschloss Glaswein GstNr.: 3, 97 Schloss Glaswein |
| ja   | Datei hochladen | Bildstock HERIS-ID: 5093 Objekt-ID: 955                                 | Hauptstraße Standort KG: Großmugl                   | Der Bildstock mit gotischem Schaft im Süden des Ortes trägt die Jahreszahlen 1623 und 1713. Er hat einen erneuerten Quaderaufsatz mit Teilen von Passionsreliefs. | BDA-Hist.: Q38176417 Status: § 2a Stand der BDA-Liste: 2025-06-30 Name: Bildstock GstNr.: 482/31 Bildstock Großmugl |
| ja   | Datei hochladen | Hügelgrab (Riesentumulus) von Großmugl HERIS-ID: 13783 Objekt-ID: 9994  | Hinterbrunn Standort KG: Großmugl                   | Außerhalb von Hinterbrunn befindet sich ein Riesentumulus der Hallstattkultur. | BDA-Hist.: Q18023079 Status: Bescheid Stand der BDA-Liste: 2025-06-30 Name: Hügelgrab (Riesentumulus) von Großmugl GstNr.: 1081, 1085, 1087, 1088/1 Tumulus Großmugl |
| ja   | Datei hochladen | Figurenbildstock, hl. Florian HERIS-ID: 24389 Objekt-ID: 20777          | vor Kirchenplatz 84 Standort KG: Großmugl           | Nahe der Kirche steht eine mit 1785 bezeichnete und 1805 geweihte Statue des hl. Florian. | BDA-Hist.: Q37884288 Status: § 2a Stand der BDA-Liste: 2025-06-30 Name: Figurenbildstock, hl. Florian GstNr.: 4/1 Hl Florian (Großmugl) |
| ja   | Datei hochladen | Figur, Marienstatue/Maria Immaculata HERIS-ID: 24397 Objekt-ID: 20785   | gegenüber Marienplatz 98 Standort KG: Großmugl      | Die Marienstatue am Marienplatz von Großmugl ist mit 1887 bezeichnet. | BDA-Hist.: Q37884380 Status: § 2a Stand der BDA-Liste: 2025-06-30 Name: Figur, Marienstatue/Maria Immaculata GstNr.: 265/3 Marienstatue (Großmugl) |
| ja   | Datei hochladen | Figurenbildstock, hl. Johannes Nepomuk HERIS-ID: 24396 Objekt-ID: 20784 | gegenüber Sonnenzeile 26 Standort KG: Großmugl      | An der Muglerbachbrücke befindet sich eine Steinfigur des knienden Johannes Nepomuk aus dem 2./3. Viertel des 18. Jahrhunderts. Am Volutensockel sind Reliefs mit Szenen aus dem Leben des Heiligen zu sehen. Die Statue wurde 1820 von Korneuburg hierher übertragen. | BDA-Hist.: Q37884363 Status: § 2a Stand der BDA-Liste: 2025-06-30 Name: Figurenbildstock, hl. Johannes Nepomuk GstNr.: 165/1 Grossmugl Statue of John of Nepomuk |
| ja   | Datei hochladen | Fundzone Totenweg HERIS-ID: 13789 Objekt-ID: 10000                      | Totenweg Standort KG: Großmugl                      | Auf der Flur „Totenweg“, die sich bei Großmugl über rund 10 Hektar erstreckt, wurden neben zahlreichen Funden aus der Hallstattzeit auch alt- und mittelneolithische sowie bronzezeitliche Objekte und Siedlungsspuren entdeckt. | BDA-Hist.: Q37712520 Status: Bescheid Stand der BDA-Liste: 2025-06-30 Name: Fundzone Totenweg GstNr.: 719, 721, 722, 822, 823, 824, 826, 828, 833/1, 833/2, 833/3, 835, 836/2, 837/1, 837/2, 840/1,840/2, 840/5, 840/6, 840/7, 840/8, 840/9, 840/11, 840/12, 840/13, 840/14, 840/16, 840/17, 840/18, 841/1, 841/2, 841/4, 841/5, 841/9, 841/14, 825/1, 825/2, 825/3, 825/4, 829/1, 829/2, 829/3, 829/4 |
| ja   | Datei hochladen | Göstlmühle HERIS-ID: 24391 Objekt-ID: 20779                             | Zur Mühle 13 Standort KG: Großmugl                  | Die Göstlmühle wurde urkundlich im Jahr 1380 erstmals erwähnt. Im 18. Jahrhundert wurde sie umgebaut. Die heutige Fassadierung entstand im Jahr 1912 unter Einbeziehung von Elementen des 18. und 19. Jahrhunderts. Die Mühleneinrichtung stammt aus dem 19. und 20. Jahrhundert. | BDA-Hist.: Q37884306 Status: Bescheid Stand der BDA-Liste: 2025-06-30 Name: Göstlmühle GstNr.: 70 Göstlmühle (Großmugl) |
| ja   | Datei hochladen | Flur-/Wegkapelle HERIS-ID: 13782 Objekt-ID: 9993                        | Hauptstraße Standort KG: Großmugl                   | | BDA-Hist.: Q38185731 Status: § 2a Stand der BDA-Liste: 2025-06-30 Name: Flur-/Wegkapelle GstNr.: 1167 |
| ja   | Datei hochladen | Göstl Kapelle HERIS-ID: 13784 Objekt-ID: 9995                           | Am Mühlbach 1, neben Standort KG: Großmugl          | Die spätbarocke Göstl-Kapelle, ein Ziegelbau mit Putzgliederung, ziegelgedecktem Satteldach und einer mit einem eisernen Rautengitter verschlossenen Segmentbogenöffnung, beherbergt eine Lourdes-Madonna aus Porzellan. | BDA-Hist.: Q38185785 Status: § 2a Stand der BDA-Liste: 2025-06-30 Name: Göstl Kapelle GstNr.: 87 Göstlkapelle (Großmugl) |
| ja   | Datei hochladen | Kath. Pfarrkirche, hl. Nikolaus HERIS-ID: 24392 Objekt-ID: 20780        | Kirchenplatz 125 Standort KG: Großmugl              | Die Pfarrkirche hl. Nikolaus im Norden von Göstling ist eine im Kern gotische, später barockisierte Saalkirche mit einem vorgestellten Westturm von 1747, der auf einen gotischen Vorgängerbau zurückgeht. Der Turm wurde 1835 erhöht. Er ist durch Faschen gegliedert und wird durch einen Zwiebelhelm über rundbogigen Schallfenstern bekrönt. Das schlichte Langhaus ist durch die Einbeziehung des Chorjochs und des quadratischen Altarraumjochs gestaffelt fortgesetzt. Es verfügt über erneuerte Strebepfeiler. Am Schiff sind die Gewände von zwei kleinen Spitzbogenfenstern zu sehen sowie ein vermauertes Lanzettfenster mit fragmentiertem Dreipassschluss im Presbyteriumsscheitel vom Bau des 14. Jahrhunderts. Um 1700 wurde das Schiff barock erhöht und mit Bogenfenstern ausgestattet. An der Südseite des Chors steht die Marienkapelle von 1453 und nördlich davon, zwischen Presbyterium und Kapellenchor, ein Sakristeianbau von 1811. | BDA-Hist.: Q24007893 Status: § 2a Stand der BDA-Liste: 2025-06-30 Name: Kath. Pfarrkirche, hl. Nikolaus GstNr.: 1 Pfarrkirche hl. Nikolaus Großmugl |
| ja   | Datei hochladen | Steinkreuze HERIS-ID: 24393 Objekt-ID: 20781                            | Kirchenplatz 125 Standort KG: Großmugl              | Neben der Pfarrkirche befinden sich barocke Steinkreuze vom ehemaligen Friedhof. | BDA-Hist.: Q37884348 Status: § 2a Stand der BDA-Liste: 2025-06-30 Name: Steinkreuze GstNr.: 1 Steinkreuze (Großmugl) |
| ja   | Datei hochladen | Kruzifix/Kreuz HERIS-ID: 5092 Objekt-ID: 954                            | Kirchenplatz Standort KG: Großmugl                  | Spätgotisches Steinkreuz, bezeichnet mit 1502. Es stand früher auf dem Marienplatz und wurde auf den Kirchenvorplatz versetzt. | BDA-Hist.: Q38176156 Status: § 2a Stand der BDA-Liste: 2025-06-30 Name: Kruzifix/Kreuz GstNr.: 265/3 Steinernes Kreuz (Großmugl) |
| ja   | Datei hochladen | Kreisgrabenanlage Linen HERIS-ID: 4344 Objekt-ID: 187                   | Linen Standort KG: Herzogbirbaum                    | Die Kreisgrabenanlage bei Herzogbirbaum stammt aus der frühen Bronzezeit. | BDA-Hist.: Q37869145 Status: Bescheid Stand der BDA-Liste: 2025-06-30 Name: Kreisgrabenanlage Linen GstNr.: 1780 Kreisgrabenanlage (Herzogbirbaum) |
| ja   | Datei hochladen | Kath. Pfarrkirche hl. Johannes der Täufer HERIS-ID: 4341 Objekt-ID: 184 | Herzogbirbaum 111, neben Standort KG: Herzogbirbaum | Die in der Ortsmitte von Herzogbirbaum am ehemaligen Anger gelegene Pfarrkirche hl. Johannes der Täufer ist eine barocke Saalkirche mit gotischem Chor und Südturm. Das schlichte Langhaus ist durch Flachbogenfenster geöffnet. Der eingezogene, zweijochige Chor aus dem 14. Jahrhundert verfügt über einen Fünfachtelschluss, erneuerte Strebepfeiler und Spitzbogenfenster. Südseitig erhebt sich ein barocker Turmanbau mit Putzgliederung und Pyramidenhelm. Aus der Zeit um 1900 stammt der zweigeschoßige Sakristei- und Oratoriumsanbau. | BDA-Hist.: Q37866993 Status: § 2a Stand der BDA-Liste: 2025-06-30 Name: Kath. Pfarrkirche hl. Johannes der Täufer GstNr.: 122 Pfarrkirche hl. Johannes der Täufer, Herzogbirbaum |
| ja   | Datei hochladen | Apolloniakapelle HERIS-ID: 4343 Objekt-ID: 186                          | Standort KG: Herzogbirbaum                          | Die Apolloniakapelle in Herzogbirbaum ist innen mit 1611 bezeichnet. | BDA-Hist.: Q37868334 Status: § 2a Stand der BDA-Liste: 2025-06-30 Name: Apolloniakapelle GstNr.: 763 Apolloniakapelle (Herzogbirbaum) |
| ja   | Datei hochladen | Bildstock, Schwarzes Kreuz HERIS-ID: 4342 Objekt-ID: 185                | gegenüber vom Friedhof Standort KG: Herzogbirbaum   | Gegenüber von Friedhof von Herzogbirbaum steht ein mit 1679 bezeichneter Tabernakelbildstock. Auf einem mächtigen Achtseitpfeiler ruht ein Aufsatz mit Bildnischen unter einem Pyramidenspitzhelm. Der Aufsatz verfügt über sekundär verwendete gotische Kreuzigungsreliefs aus der zweiten Hälfte des 14. Jahrhunderts. | BDA-Hist.: Q37867589 Status: Bescheid Stand der BDA-Liste: 2025-06-30 Name: Bildstock, Schwarzes Kreuz GstNr.: 779 Bildstock Schwarzes Kreuz (Herzogbirbaum) |
| ja   | Datei hochladen | Ortskapelle hl. Benedikt HERIS-ID: 4348 Objekt-ID: 191                  | Roseldorf 49, neben Standort KG: Roseldorf          | Die Ortskapelle hl. Benedikt in Roseldorf ist ein schlichter, 1686/1669 errichteter und 1842 erweiterter, durch Mauerbänder gegliederter Bau mit dreiseitig geschlossenem, mit Strebepfeilern versehenem Chor und Rundbogenfenstern. Der Fassadenturm verfügt über Uhrengiebel und einen Pyramidenhelm. Im Innenraum sind Platzlgewölbe auf kräftigen Gurtbögen im Haupt- und Altarjoch sowie eine Apsiskonche zu sehen. Im Vorjoch befindet sich eine Holzempore. | BDA-Hist.: Q37872424 Status: § 2a Stand der BDA-Liste: 2025-06-30 Name: Ortskapelle hl. Benedikt GstNr.: 34 Ortskapelle hl. Benedikt, Roseldorf |
| ja   | Datei hochladen | Bildstock HERIS-ID: 24384 Objekt-ID: 20772                              | neben Roseldorf 35 Standort KG: Roseldorf           | Barocker Nischenbildstock, ein quadratischer Pfeiler mit abgefasten Kanten. | BDA-Hist.: Q37884272 Status: § 2a Stand der BDA-Liste: 2025-06-30 Name: Bildstock GstNr.: 258/1 |
| ja   | Datei hochladen | Ortskapelle hl. Agapitus HERIS-ID: 13785 Objekt-ID: 9996                | Obere Dorfstraße 23 Standort KG: Steinabrunn        | Die Ortskapelle hl. Agapitus, am nördlichen Ortsausgang von Steinabrunn in der Nähe des Schlosses gelegen, ist ein größerer Bau von 1831, mit halbkreisförmiger Apsis, einem den Giebel durchkreuzenden Fassadenturm und Rundbogenfenstern sowie einem sekundär verwendeten, spätgotisch profilierten Portalgewände des 16. Jahrhunderts. Der Innenraum verfügt über eine Flachdecke, eine Apsiskonche und einen Ziegelboden. Der Altar stammt aus der ehemaligen Gartenbergkapelle – einer Gedenkkapelle für die ehemalige Agapituskirche außerhalb des Ortes. Er hat ein nachbarockes Säulenretabel aus dem 2./3. Viertel des 19. Jahrhunderts, ein Altarblatt mit Darstellung der Auferstehung Christi sowie eine Aufsatzfigur des hl. Veit. Zur weiteren Ausstattung der Kapelle zählt das nachbarocke Gestühl. | BDA-Hist.: Q38185824 Status: § 2a Stand der BDA-Liste: 2025-06-30 Name: Ortskapelle hl. Agapitus GstNr.: 20 Ortskapelle Steinabrunn |
| ja   | Datei hochladen | Kreisgrabenanlage Lange Ried HERIS-ID: 4349 Objekt-ID: 192              | Lange Ries Standort KG: Steinabrunn                 | Bei Steinabrunn befinden sich die Reste einer ursprünglich vier bis fünf Meter tiefen Kreisgrabenanlage mit einem Durchmesser von 100 Meter und vier Eingängen, die als Erdbrücken ausgeführt waren. Die Anlage entstand etwa 5000 Jahre vor unserer Zeitrechnung in der Jungsteinzeit. | BDA-Hist.: Q37873016 Status: Bescheid Stand der BDA-Liste: 2025-06-30 Name: Kreisgrabenanlage Lange Ried GstNr.: 374, 412, 375 Kreisgrabenanlage (Steinabrunn) |
| ja   | Datei hochladen | Schloss Steinabrunn HERIS-ID: 13786 Objekt-ID: 9997                     | Schlossgasse 1 Standort KG: Steinabrunn             | Vom Schloss am nördlichen Ortsausgang von Steinabrunn ist das barocke Geviert des Außenbaus im Kastelltypus mit Ecktürmchen erhalten. Die erste urkundliche Erwähnung verweist auf das Jahr 1298. In der ersten Hälfte des 17. Jahrhunderts wurde es neu erbaut. Das ehemalige innere Schloss in der Mitte des Hofs wurde 1829 unter Wolfgang Christoph von Volkra abgetragen. | BDA-Hist.: Q38185836 Status: Bescheid Stand der BDA-Liste: 2025-06-30 Name: Schloss Steinabrunn GstNr.: 1 Schloss Steinabrunn |
| ja   | Datei hochladen | Figur hl. Johannes Nepomuk HERIS-ID: 13790 Objekt-ID: 10001             | Obere Dorfstraße 25, bei Standort KG: Steinabrunn   | Beim Schloss steht eine mit 1730 bezeichnete Statue des hl. Johannes Nepomuk. Am Sockel ist das Wappen von Bischof Otto Johann von Volkra zu sehen. | BDA-Hist.: Q37712607 Status: § 2a Stand der BDA-Liste: 2025-06-30 Name: Figur hl. Johannes Nepomuk GstNr.: 17/1 Hl Nepomuk (Steinabrunn) |